# Amelia (pel·lícula)
Amelia és un drama biogràfic de 2009 basat en la vida d'Amelia Earhart, la primera dona a travessar l'oceà Atlàntic en avió. Dirigida per l'índia Mira Nair, la pel·lícula és protagonitzada per Hilary Swank, qui interpreta a Amelia, acompanyada per Richard Gere com el seu marit i Ewan McGregor com el seu amant. Va ser escrita per Ronald Bass i Anna Hamilton Phelan, que van utilitzar fonts de recerca com East to the Dawn de Susan Butler i The Sound of Wings de Mary S. Lovell. Ha estat doblada al català

## Argument
El 2 de juliol de 1937 Amelia Earhart (Swank) i el seu copilot, Fred Noonan (Eccleston), estan al final del seu viatge al voltant del món en avió. Durant el viatge, Amelia recorda com ja de ben joveneta es va sentir atreta per una avioneta que sobrevolava la seva casa de Kansas i com més tard, va conèixer al seu marit George Putnam (Gere) i va ser la primera dona a travessar l'Oceà Atlàntic, encara que com a simple passatgera. Aquest fet li va donar notable èxit i popularitat com a pilot d'aviació esdevenint un model a seguir per milers de dones del país. Tanmateix, ella sentia que podia fer un pas més endavant. Volia travessar l'Atlàntic sola i pilotant l'avió. Així, el 1932, recreant la seva primera travessa, va esdevenir la primera dona pilot que creuava l'Oceà tota sola. El seu atreviment la va portar a trencar els esquemes masculins de l'època i a forjar una gran amistat amb Eleanor Roosevelt que en aquell moment ja era Primera dama dels Estats Units. Juntament amb Gene Vidal, amb qui va tenir una llarga relació, va fundar l'Administració Federal d'Aviació que seria la que crearia la primera xarxa de transport aeri dels Estats Units. Finalment, el 1937, va recaptar els fons necessaris per fer una volta al món. El seu avió però, va desaparèixer en l'última etapa del seu viatge, prop de l'Illa Howland.

## Repartiment
| Intèrpret             | Personatge        |
| --------------------- | ----------------- |
| Hilary Swank          | Amelia Earhart    |
| Richard Gere          | George P. Putnam  |
| Mia Wasikowska        | Elinor Smith      |
| Ewan McGregor         | Gene Vidal        |
| Christopher Eccleston | Fred Noonan       |
| Cherry Jones          | Eleanor Roosevelt |
| William Cuddy         | Gore Vidal        |

Virginia Madsen va ser escollida per protagonitzar a Dorothy Binney, la primera dona de Putnam, però les seves escenes van ser retallades.